# Reigoldswil
Reigoldswil is een gemeente en plaats in het Zwitserse kanton Basel-Landschaft, en maakt deel uit van het district Waldenburg.
Reigoldswil telt 1.566 inwoners.